# 육상산전집
《육상산전집》(陸象山全集)은 육구연의 어록(語錄)·문장(文章)을 수집한 것이다.

## 구성
내용은 문제(門弟)·학우(學友)들에게 준 서간문이 36권 중 17권에 이르러 상산의 사상을 해명하는 중요한 자료로 되고 있다. 사상 관계에서는 의장현학기(宜章顯學記)·무릉현학기(武陵顯學記) 등과 같이 지방의 학교가 설치되었을 때 붙였던 문장(文章)(記), 학술논문을 모은 잡저(雜著) 및 강의가 있고, 또 정치논문으로서 주표(奏表)·책문(策問) 등을 집록(集錄)하고 있다. 끝으로 2권은 어록(語錄)으로서 문인들의 필록(筆錄)을 수록하고 있다. 기타 서증(序贈)·시(詩)·제문(祭文)·묘지명(墓誌銘)·행장(行狀)·정문(程文)·습유(拾遺) 등의 권(卷)이 있고, 정문(程文)(일정(一定)한 형식으로 쓰는 시험논문(試驗論文))이나 습유(拾遺)에는 사상관계의 문장이 많다.

## 왕양명의 서문
《육상산 전집》에는 명나라의 유학자 왕양명이 서문(序文)을 첨가한 것이 있다.(정덕(正德) 16년, 1521년)
왕양명은 성인의 학(學)을 심학(心學)이라고 규정하여 요순우(堯舜禹)는 서로 이어서 “인심은 위태롭고 도심(道心)은 미(微)하다. 오직 정(精)하고 오직 일(一)함으로써 진실로 그 중(中)을 잡는다”고 하였는데 이것이 바로 심학의 원류(源流)라고 한다.
또 이어서 “공맹(孔孟)의 학(學)이 일관하여 고자(告子)의 의외(義外)의 설(說)을 파기한 것은 곧 인(仁)이 사람의 마음에서 구해야 할 것이지 밖에서 구해지는 것이 아님을 명백히 한 것이다. 그런데도 후세의 유자는 심(心)과 이(理)를 둘로 나누어 물(物)이 이(理)를 밖에서 구해 나의 마음이 곧 물의 이(理)인 것을 알지 못한다. 송의 주자(周子), 2정자(二程子)는 공맹(孔孟)의 본지(本旨)를 잇고 육상산이 이것을 승계하였다. 그의 학문사상을 주자(朱子)와 비교하여 선(禪)이라고 하나, 선(禪)은 인륜(人倫)을 버리고 물의 이(理)를 망각하여 천하국가에 쓸모가 없는 것이다. 그러므로 선(禪)과 상산(象山)의 학(學)은 같지 않다”고 하였다. 여기서 육구연의 사상을 자신이 계승했다는 왕양명의 주장을 확인할 수 있다.

## 주희와 관련된 내용
주자와 〈태극도설〉(太極圖說)을 둘러싼 논쟁 중 교환한 서간, 〈여주원회〉(與朱元晦) 수 편과, 주자의 요청에 의하여 행한 〈백록동서원강의〉(白鹿洞書院講義)가 수록되어 있다.